# 김선일 (1965년)
김선일(金善一, 1965년 8월 2일 ~ )은 전 KBO 리그 롯데 자이언츠의 포수이다.

## 시즌 중 임의탈퇴
- 1992년 '수비형 포수'란 신조어를 탄생시킬 정도로 뛰어난 활약을 보였으나 다음 해에는 연봉협상 파동 뿐 아니라 허리부상 때문에 하락세를 보였고[1] 1994년 부상에서 회복되는 듯 했지만 같은 해 말 허리디스크 수술을 하여 또다시 하락세를 보이자[2] 1997년 6월 시즌 중 임의탈퇴되면서 선수 생활을 마감했다.

## 출신학교
- 부산중앙초등학교 (현 삼일중앙초등학교)]
- 대동중학교
- 경남고등학교
- 동아대학교

## 통산기록
- 타율 0.204,460경기 985타수 93득점 201안타 2루타 25, 3루타 6, 3홈런 ,247루타 85타점 도루성공27 ,도루실패 11 ,볼넷 39 사구 6 ,108삼진 ,병살28 ,실책 28